# 上海少年村旧址
上海少年村旧址是位於中華人民共和國上海市寶山區大場鎮少年村路500號的建築群，為宝山区文物保护单位以及紅色教育基地，建於中華民国三十五年（1946年）。上海少年村旧址有鹤庐（始建於1921年）、放生池上八角亭2栋中華民国大陸时期的建筑。鹤庐为二层砖木结构建筑，斜坡式屋顶，二楼走廊中央突出一平台，整体成正方形结构，边长19.14米。正门上挂清朝光绪二十四年（1898年）戊戌科嘉定进士秦曾潞题字的“鹤庐”楷书匾额，匾额右侧题字“斌六贤甥雅鉴”字样，鹤庐后是一片长约40米、宽约15米的水池，四周是刻有花纹的汉白玉栏杆。池中央有八角亭，边长4.55米，二层，扶梯盘旋上下。

## 歷史
上海少年村旧址前身是上海净业孤儿教养院，是上海佛教团体净业教养院和惠生慈善社联合创办的一所收容教育孤儿、家境贫困儿童和流浪儿童的慈善机构，1946年7月15日遷入現今的少年村路。主要负责人有赵朴初、许啸天、周云耕等中國共产党黨员。宋庆龄和她领导的中国福利基金会也對教養院给予大量援助，当时有房屋25间，田地80亩，池塘1亩。村内有农场、畜牧场、半工半读，文娱演出活动等。
1951年教养院由中国人民救济总会上海分会接管，后并入上海儿童福利院。少年村于1954年停办，後來成為了中国人民解放军空军94969部队驻地。2002年驻军部队对少年村实施了修缮，同年11月12日被公佈為宝山区文物保护单位。
2018年再度啟動修繕保護。2021年6月25日，上海少年村旧址舉行了舊址修繕保護工程竣工驗收儀式。